# العباس بن حماد المدائني
العبَّاس بن حمَّاد المدائني هو راوي حديث من المدائن عاش في العصر العبَّاسي. روى عن عدد من المحدثين، ونقل عنه بعض الرواة، ونُوقشت دقة أحد أسانيده.

## روايته للحديث
- شيوخه: حدث العباس بن حماد عن:[1]
  - يونس بن أبي يعفور العبدي
  - سويد بن عبد العزيز الشامي
- تلاميذه: روى عنه:[1]
  - إبراهيم بن هانئ

## حديث الرباط وملاحظات الإسناد
من الأحاديث التي رواها العباس بن حماد المدائني، حديث عن فضل الرباط، حيث رواه عن سويد بن عبد العزيز، عن عبيد الله بن عبيد الكلاعي، عن مكحول، عن خالد بن معدان، عن عتبة بن الندر، أن رسول الله ﷺ قال: «إذا انتاطَ غزوكم وكثرت العزائم، واستُحلّت الغنائم فخيرُ جهادكم الرباط». أشار الخطيب البغدادي إلى أن الحكم بن موسى روى نفس هذا الحديث عن سويد بن عبد العزيز أيضًا، ولكنه أسقط خالد بن معدان من الإسناد، فرواه عن مكحول عن عتبة مباشرة. هذا الاختلاف في الإسناد قد يُشير إلى وجود نظر في رواية العباس المدائني لهذا الحديث مقارنة برواية الحكم بن موسى. لا تذكر المصادر تاريخ وفاته أو تفاصيل أخرى عن حياته أو مكانته عند علماء الجرح والتعديل بشكل موسع.

### فهرس المنشورات
1. 1 2 3  البغدادي (2001)، ج. 14، ص. 16.
2. ↑  البغدادي (2001)، ج. 14، ص. 16-17.

### معلومات المنشورات كاملة
الكتب مرتبة حسب تاريخ النشر
- الخطيب البغدادي (2001)، تاريخ بغداد، تحقيق: بشار عواد معروف (ط. 1)، بيروت: دار الغرب الإسلامي، OCLC:49659164، QID:Q114815356